# 张桂林 (政治人物)
张桂林（？—？），清朝政治人物。
张桂林曾于1795年接替甄辅廷任南汇县知县一职，同年由胡志熊接任。1796接替汪廷昉再任此职，次年靳金鼎接任后不足一年，张桂林第三次任南汇县知县，于1798年由张昌运接任。